# Nuestra Señora de los Dolores (Parroquia de la Concepción de La Orotava)
Nuestra Señora de los Dolores  es una imagen de la Virgen María que se venera en la parroquia matriz de Nuestra Señora de la Concepción de la Villa de la Orotava, Tenerife, Canarias. Su escultor es José Luján Pérez, quién la realizó a principios del siglo XIX, es popularmente conocida entre sus devotos en La Orotava como "la Señora".

## Autoría de la imagen
Esta bella imagen de María en su dolor es una obra de candelero realizada por José Luján Pérez y responde al encargo realizado por la cofradía de la Santa Vera Cruz y Misericordia a finales del siglo XVIII para, junto a la imagen de san Juan Evangelista que realizó el mismo escultor en 1799, sustituir a las antiguas imágenes que formaban el calvario de la parroquia matriz de Nuestra Señora de la Concepción. Luján Pérez, escultor de las dolorosas, realiza esta elegante talla con lágrimas de cristal, cubierta con un manto de terciopelo negro con estrellas de plata. 
La imagen fue reformada por Nicolás Perdigón Oramas a principios de siglo XX, modificándole ciertos detalles del rostro, como las cejas y el mentón, y cambiándole la posición originaria de las manos, pero manteniendo la estética y rasgos que el autor de la imagen le dio a la misma.

## Salidas procesionales
Realiza dos salidas procesionales, la primera de ellas en la tarde-noche del Jueves Santo en la procesión del Mandato, cerrando el cortejo procesional de los cuatro pasos que procesionan.
El Viernes Santo a las once de la noche realiza la procesión del Silencio, donde a la imagen de la Virgen se le retira el puñal y la media luna para salir en silencio y recogimiento por las calles de la villa.

## Poemas
- A la Dolorosa de la Concepción de la Orotava[5]

¿Dónde Luján, en qué lugar la nieve
vio de tu faz, oh divinal Doncella?
¿De dónde extraer pudo la centella
de tu dolor envuelto en gracia leve?
¿En qué azul cielo tu hermosura bebe?
¿Y qué sol escaló, qué bella estrella
para pintar tan dulce tu querella?
¡A decirlo ni el mismo autor se atreve..!
Atraviesa tu pecho aguda espada,
símbolo de tu pena, oh Dolorosa,
que prende la firmeza de tu mano.
Aprenda yo a leer en tu mirada
resignada lección tan primorosa.
¡Frente a tu Soledad, mi llanto es vano!
P. Antonio Márquez Fernández, S.D.B.